# Arrondissement Auxerre
Arrondissement Auxerre je francouzský arrondissement ležící v departementu Yonne v regionu Burgundsko. Člení se dále na 22 kantonů a 197 obcí. Sídlem správy je město Auxerre.

## Kantony
| - Aillant-sur-Tholon - Auxerre-Est - Auxerre-Nord - Auxerre-Nord-Ouest - Auxerre-Sud - Auxerre-Sud-Ouest - Bléneau - Brienon-sur-Armançon - Chablis - Charny - Coulanges-la-Vineuse | - Coulanges-sur-Yonne - Courson-les-Carrières - Joigny - Ligny-le-Châtel - Migennes - Saint-Fargeau - Saint-Florentin - Saint-Sauveur-en-Puisaye - Seignelay - Toucy - Vermenton |